# Mariama Suzanne Maïga
Pour les articles homonymes, voir Maïga.
Mariama Suzanne Maïga, née en 1956 à Ségou, est une femme politique et médecin malienne. Elle a notamment été secrétaire d'État à l'Action sociale et à la Promotion féminine de 1991 à 1992.

## Biographie

### Formation
Mariama Suzanne Maïga est la fille d'Attaher Maïga, ancien ministre malien, et la sœur de Keïta Aminata Maïga, Première dame du Mali. Elle obtient en 1979 un doctorat d'État en médecine à l'École nationale de médecine et de pharmacie de Bamako. Elle détient également un DEA en santé publique à l'université Pierre-et-Marie-Curie (France). 

### Parcours professionnel
Elle est médecin-chef du Centre de santé familiale du district de Bamako de 1980 à 1984 puis chef de section en épidémiologie de la Division santé communautaire à la Direction nationale de la Santé publique (DNSP) entre 1985 et 1987. Elle dirige l'équipe nationale de lutte contre l'épidémie de choléra dans la région de Mopti et coordonne le Programme national de lutte contre la bilharziose et des soins de santé primaires. Elle est ensuite chef du projet d'évaluation des populations déplacées par la construction du barrage hydroélectrique de Sélingué en 1986. En 1987, elle devient chef de la Division Santé familiale à la DNSP. 

### Carrière internationale
Chef de mission de la Banque mondiale au Burkina Faso et au Togo de 1988 à 1990, elle est secrétaire d'État à l'Action sociale et à la Promotion féminine du 27 décembre 1991 au 14 mai 1992.
Elle épousera plus tard l'homme politique Hamadou Konaté (en).